# Sándor Csernus
Dans le nom hongrois Csernus Sándor, le nom de famille précède le prénom, mais cet article utilise l’ordre habituel en français Sándor Csernus, où le prénom précède le nom.
Sándor Csernus ([ˈʃa:ndor ˈˈt͡ʃɛrnuʃ ]), né le 21 mars 1950 à Algyő, est un historien et diplomate hongrois.

## Biographie
Sándor Csernus est né à Algyő, le 21 mars 1950.
Il étudie le français et l'histoire, à l'Université Attila József (JATE), à la Faculté des Lettres et des Civilisations à compter de 1969. 
Csernus obtient l'équivalent d'un diplôme d'études approfondies en études de français et d'histoire en 1975 et il un doctorat d'histoire, en 1997.

## Activités diverses
- 1979 : cofondateur et rédacteur en chef de la revue d’histoire „AETAS”
- 1990-94 : membre de la Rédaction des „Cahiers d’Études Hongroises”.
- 1994 : coordinateur de la Coopération Internationale de l’Université de Szeged
- 1996-99 : responsable (project manager) des programmes Tempus, Phare, Socrates lancés dans le domaine de la modernisation de l’enseignement supérieur.
- 2010-14 : président de la Fondation National Tempus
- 1997 :  responsable du Centre d’Études Européennes (Programme PHARE , DalPHAREreg, Euro-regional Studies, European Studies Center of Szeged University), qui sont des programmes soutenus par l’Union Européenne.
- 1979-99 : responsabilités universitaires diverses (Chef du Département de l’histoire  médiévale) et membre du Sénat, par ailleurs
- 1985 : membre d’une douzaine de Sociétés et d’Associations scientifiques nationales et internationales (histoire, philologie, comme : Société Internationale de Hungarologie, Société Hongroise d’Études médiévales, Société d’Études sur les Voyages).
- 1994 : membre fondateur de l’Alliance Française de Szeged.
- 1981 : traduction des textes français du Moyen Âge et sur le Moyen Âge (entre autres Robert de Clari, Joinville, Philippe de Commynes.)
- 1979 : membre du Comité de Rédaction de la revue scientifique de l’Académie « Századok » (2017-)
- 1975 : organisation de colloques au niveau national et international et participation à une trentaine de colloques en Hongrie et à l’Étranger.

## Prix et distinctions (décorations)
- 1998 :  Chevalier de l'ordre des Palmes académiques
- 2001 : Officier dans l’Ordre national du Mérite
- 2001: Officier dans l’Ordre des Arts et des Lettres
- 2002: Pro Urbe Szeged
- 2006 : Chevalier dans l’Ordre de la Rébulique Hongroise
- 2011 : Chevalier dans l’Ordre de la Légion d’Honneur[1]

## Sélection d'articles et d'ouvrages
- (hu) Jean de Joinville (A középkori francia történeti irodalom remekei II., traducteur: Csernus, Sándor), Szent Lajos élete és bölcs mondásai, Budapest, Balassi Kiadó; SZTE BTK Középkori Egyetemes Történeti Tanszék, 2015 (lire en ligne)
- Csernus, Sándor: La Hongrie de Mathias Corvin, In: Jean-François Maillard, István Monok, Donatella Nebbiai (eds.): Matthias Corvin, les bibliothèques princières et la genèse de l’état moderne. Budapest: Országos Széchényi Könyvtár (OSZK), 2009. pp. 13-24. = Supplementum Corvinianum; 2.)
- Csernus, Sándor: La Hongrie des Anjou, In: Guy Le Goff, Francesco Aceto (eds.): L'Europe des Anjou: Aventure des princes angevins du XIIIe au  XVe siècle. Paris: Somogy éditions d'art, 2001. pp. 154-168.
- Csernus, Sándor: La Hongrie et les Hongrois dans la littérature chevaleresque française, In: Coulet, N (ed.): La noblesse dans les territoires angevins à la fin du Moyen Age: actes du colloque international : Angers-Saumur, 3-4 juin 1998. Roma: École Française de Rome, 2000. pp. 717-735. = Collection de l'École Française de Rome; 275.)
- Csernus, Sándor: Les Hongrie, les Français et les premières croisades, In: Sándor Csernus, Klára Korompay (eds.): Les Hongrois et l'Europe: Conquête et intégration. Paris; Szeged: Institut Hongrois de Paris; JATE, 1999. pp. 411-426. = Publications de l'Institut hongrois de Paris